# Thaddaios Studites
Thaddaios Studites († 22. November oder 29. Dezember 816) war ein Sklave und orthodoxer Mönch. Er wird als Märtyrer und Heiliger verehrt.
Thaddaios, ursprünglich ein Sklave bulgarischer Abstammung, trat nach seiner Freisetzung als Sklave in das Studionkloster in Konstantinopel ein. Das Studionkloster war eines der wichtigsten Klöster im Byzantinischen Reich. 
Während der ikonoklastischen Verfolgung unter dem byzantinischen Kaiser Leon V. (775–820) wurde er als entschiedener Vertreter der Bilderverehrung mit weiteren Mitbrüdern festgenommen und eingekerkert. Thaddaios gab den Aufforderungen zur Leugnung der Bildverehrung nicht nach und wurde mit 130 Peitschenhieben bestraft. Drei Tage später erlag er seinen Verletzungen.